# Katarine Zaljan-Manukjan
Katarine Zaljan-Manukjan (zm. 1965 w Moskwie) – ormiańska posłanka wybrana w 1919 roku do parlamentu jako jedna z trzech pierwszych posłanek w Armenii.

## Życiorys
Była żoną ministra spraw wewnętrznych Demokratycznej Republiki Armenii Arama Manukjana. Poznali się w Erywaniu w 1917 roku, gdzie Katarine pracowała w sierocińcu. W 1918 roku urodziła się ich jedyna córka Seda. Aram zmarł w styczniu 1919 roku na tyfus. Jako członek Armeńskiej Federacji Rewolucyjnej wystartowała i została wybrana posłanką w wyborach 1919 roku. Wziąć w nich udział mógł każdy obywatel niezależnie od płci czy wyznania, który ukończył 20 lat. Na listach wyborczych partii znalazło się 120 kandydatów, w tym cztery kobiety. Trzy z nich zostały wybrane posłankami. Oprócz Kateriny były to: Perchuhi Partizpanjan-Barseghjan i Warwara Sahakjan. Po zajęciu Armenii przez wojska bolszewickie ukryła się w mieszkaniu siostry, a potem wyjechała do Krasnodaru w Rosji, gdzie mieszkali krewni jej męża. Do Armenii wróciła w 1927 roku. Pracowała jako lekarz do 1937 roku, gdy została zwolniona z pracy z zarzutem utrzymywania kontaktów z zagranicą. Zmarła w 1965 roku. Jej córka Seda mieszkała w Erywaniu do 1976 roku, potem przeniosła się do Moskwy, gdzie zmarła w 2005 roku.